# Pfarrhof (Staatz)

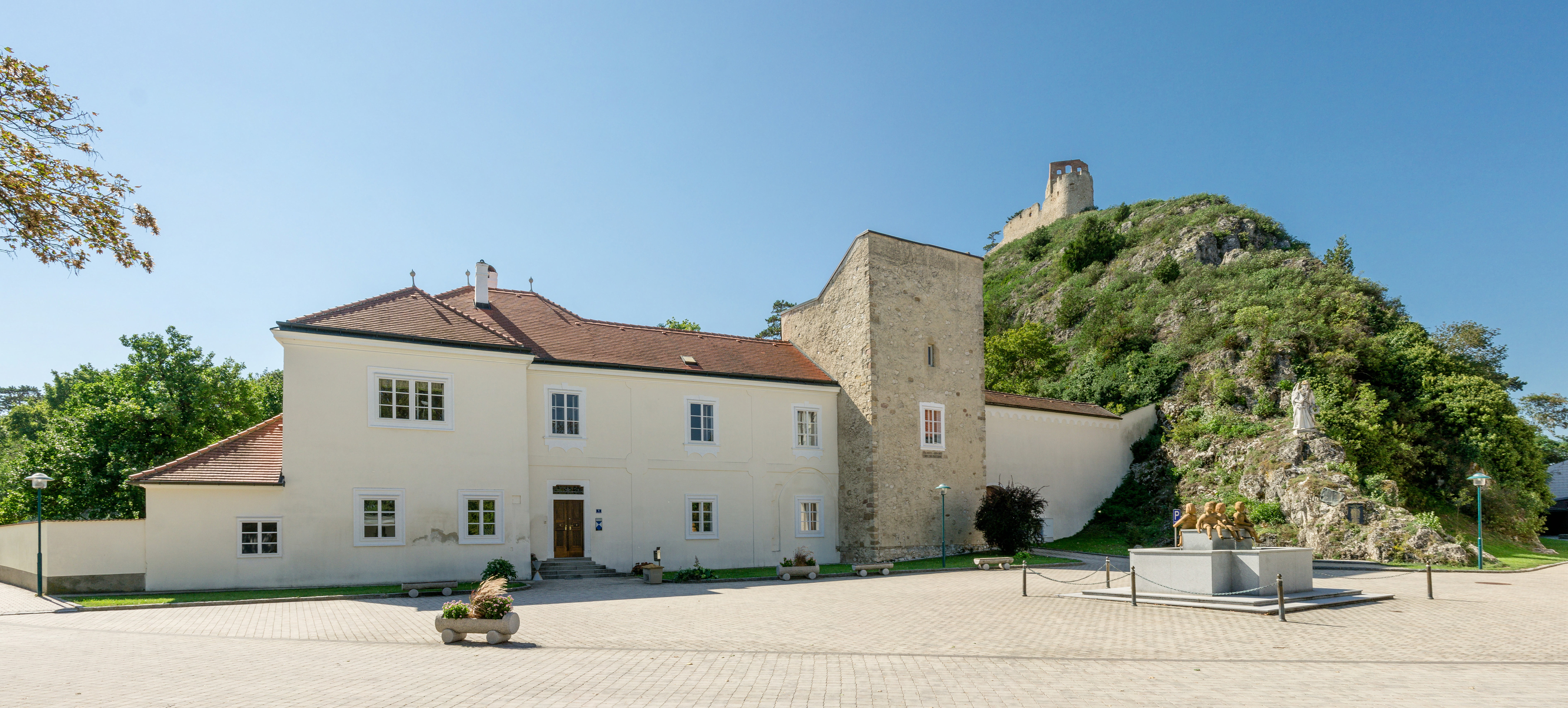
Pfarrhof Staatz

Der Pfarrhof von Staatz in Niederösterreich liegt südlich der Pfarrkirche St. Martin am Kirchenplatz. Er steht, ebenso wie die Kirche, unter Denkmalschutz (Listeneintrag).
Ältester Teil ist ein wuchtiger Turm im Osten, der laut Inschrift im Jahr 1412 von Pfarrer Erhard Schilch erbaut wurde. Der Turm hat einen quadratischen Grundriss, Bruchsteinmauerwerk, Ortsteine und zum Teil Schlitzfenster. Im Westen schließt das zweigeschoßige Pfarrgebäude an. Dieses war ursprünglich eingeschoßig. Sein mittelalterliches Mauerwerk und die Gewände eines Spitzbogenportals wurden zum Teil freigelegt. Das Pfarrhaus ist durch ein Rechteckportal mit Steinfassung zugänglich. 1787 wurde das Gebäude um ein Stockwerk erhöht. Die Fassade hat eine einheitliche Putzbandgliederung. Der zweigeschoßige Anbau im Westen stammt aus neuerer Zeit.